# Calle del General Ruiz
La calle del General Ruiz es una vía urbana de la ciudad de Valladolid, España.

## Descripción
Aparece descrita en Las calles de Valladolid de Juan Agapito y Revilla de la siguiente manera:

A la calle nueva que se abrió desde la de Muro a la de Panaderos se puso el nombre de «calle del General Ruiz», por lindar con ella el Colegio de Santiago de huérfanos del Arma de Caballería y haber sido el Teniente General Don Pedro Ruiz Dana director de dicha arma. Nació este señor en 1822 y desempeñó cargos importantes en la carrera militar, siendo uno de ellos el de Capitán general de Puerto Rico. Procedía del cuerpo de Estado Mayor y escribió varias obras, entre ellas una que tituló Estudios sobre la guerra civil del Norte desde 1872 a 1876. Falleció en Madrid en 1891.